# Колпаков, Егор Александрович
Егор Александрович Колпаков — пермский купец 2-й гильдии, пермский городской голова в 1865 году.

## Биография
Родился в Перми в 1805 или 1806 году. Его предки с 1785 года были цеховыми крестьянами и жили в посёлке Егошихинского завода. Сначала был мещанином, в 1835 году вступил в купцы 3-й, а затем 2-й гильдии. Занимался торговлей водкой и вином. В 1847 году купил трёхэтажный каменный дом, позднее построил четыре каменных дома на углу Сибирской и Пермской улиц. В 1850 году основал в Перми фабрику фарфора и фаянса, производившую столовую и чайную посуду. Она была размещена на заимке за рекой Данилихой и стала одним из крупнейших предприятий города — там работало 75 человек.
Егор Александрович в течение трёх лет служил в городском магистрате, в 1865 году был городским головой, в 1870-х гг — гласным городской думы. В 1878 году Колпаков разорился. Его фабрика была закрыта, а имение продано за неуплату долгов.